# Cardiacera nova
Cardiacera nova är en tvåvingeart som först beskrevs av Walker 1849.  Cardiacera nova ingår i släktet Cardiacera och familjen Pyrgotidae. Inga underarter finns listade i Catalogue of Life.